# Philippe Klein
Pour les articles homonymes, voir Philippe Klein (avocat) et Klein.
Philippe Paul Klein, né le 23 août 1957 à Phalsbourg, est le Directeur Général Adjoint du groupe Renault.

## Biographie
Né le 23 août 1957, Philippe Paul Klein est ingénieur (95e promotion, diplômée en 1980) de l’ESPCI ParisTech et diplômé de l'école d'application de l'ENSPM. 
Il entre en 1981 chez Renault comme ingénieur de mise au point à la Direction des Moteurs. 
En 1992, il est nommé Secrétaire Exécutif du Président. 
En 1994 il est nommé chef du départment de la Direction de la Mécanique. 
En 1998 il est nommé Directeur de la qualité des processus à la Direction du Développement de l'Ingénierie. 
De 1999 à 2003 il rejoint Nissan à Tokyo en tant que Vice-Président puis Senior Vice Président. 
De 2003 à 2005, de retour chez Renault, il est nommé Directeur de la Performance du Système Industriel puis Directeur Déélégué à la Présidence et membre du Comité de Direction de Renault.   
Il est membre du conseil d'administration du groupe Volvo depuis 2006.
En 2007, il retourne chez Nissan à Tokyo comme Senior Vice President en charge du CEO/COO Office et Corporate Administration.
Le 1er septembre 2008, il revient chez Renault et est nommé Directeur Général Adjoint et Directeur du Plan, du Produit, des Programmes et du Contrôle de Gestion, puis Directeur Produit, Programmes et DVU en 2013.  
Il est membre du comité exécutif et du Comité de direction du  Groupe Renault.
Le 15 septembre 2014, il est nommé Nissan Chief Planning Officer (CPLO).
Il est Directeur Produit, Programmes du groupe Renault jusqu'au 1er octobre 2014.